# 토트 언덕

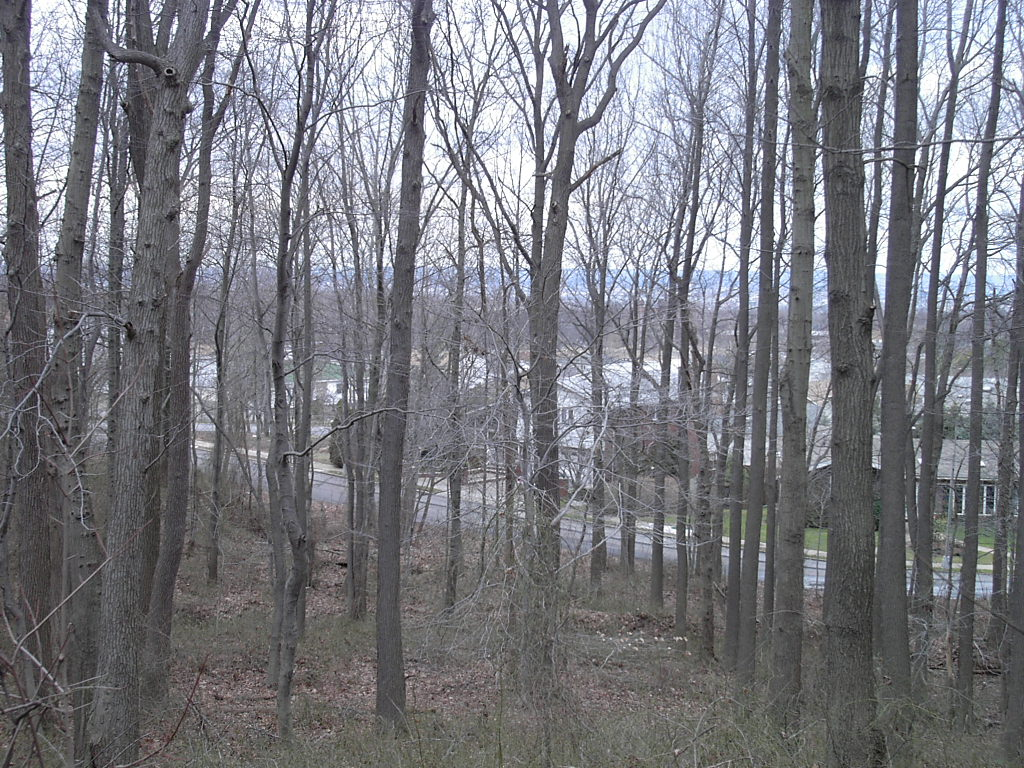

토트 언덕(Todt Hill)은 뉴욕 스태튼아일랜드에 위치한 언덕이다. 뉴욕에서 가장 고도가 가장 높은 곳으로, 높이는 125m이다. 정상은 스태튼아일랜드 녹지의 일부로 구성되어 있다.